# Falcaria (Drepanidae)
Falcaria es un género de polillas de la subfamilia Drepaninae.

## Especies

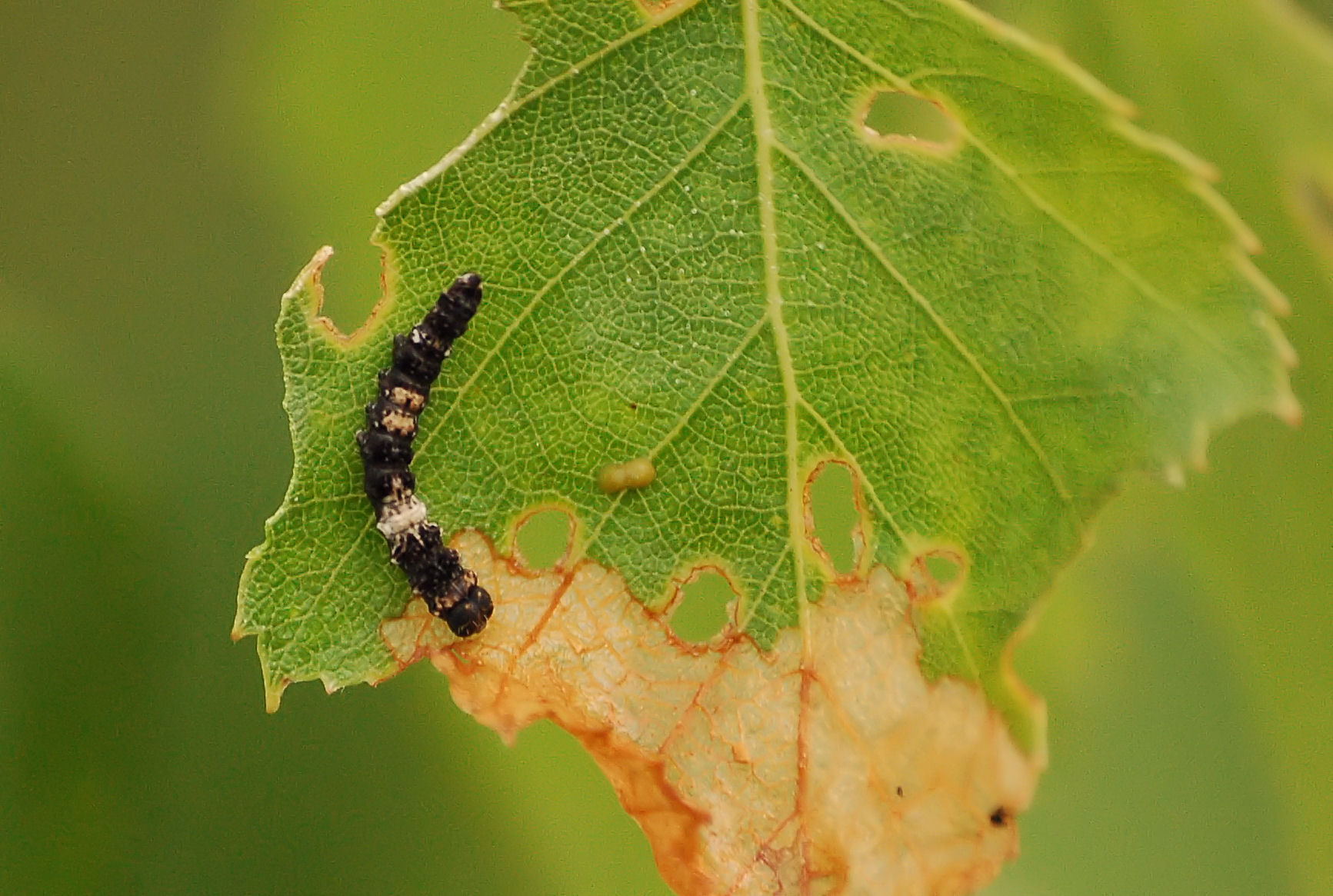
Falcaria lacertinaria, larva

| - Falcaria aestiva - Falcaria approximata - Falcaria bilineata - Falcaria brykaria - Falcaria conjuncta - Falcaria curvula - Falcaria dentaria | - Falcaria dimidiata - Falcaria erosula - Falcaria fasciata - Falcaria hudsoni - Falcaria impuncta - Falcaria interpres | - Falcaria lacertinaria - Falcaria lacertula - Falcaria levis - Falcaria obscura - Falcaria rampartensis - Falcaria scincula - Falcaria tacoraria |